# Rusos de Alfaro
Los Pasteles Rusos de Alfaro son una especialidad de repostería de la cocina riojana (golmajería) que se elabora tradicionalmente en Confitería Marcos en el municipio de Alfaro (La Rioja - España). Su ligereza sutil se muestra en que una docena de Rusos de Alfaro no alcance a superar los doscientos gramos de peso. Es considerado tradicionalmente un regalo con el objeto de halagar a las visitas, considerado además como un postre para los días señalados, así como un obsequio para distinguirse entre las amistades.

## Historia
Los pasteles Rusos de se deben a la idea que tuvo el repostero Marcos Malumbres, quien en 1883 inauguró su confitería familiar. Los pasteles Rusos poco a poco fueron haciéndose populares. En 1998 el negocio cambió de dueños. En esta nueva etapa se mantuvo la tradición de elaboración del Pastel Ruso de Confitería Marcos.